# Harreberg
Harreberg – miejscowość i gmina we Francji, w regionie Grand Est, w departamencie Mozela.
Według danych na rok 1990 gminę zamieszkiwało 369 osób, a gęstość zaludnienia wynosiła 58 osób/km² (wśród 2335 gmin Lotaryngii Harreberg plasuje się na 688. miejscu pod względem liczby ludności, natomiast pod względem powierzchni na miejscu 889.).